# Iván Monalisa Ojeda
Iván Monalisa Ojeda (Llanquihue, 1966) es una persona artista chilena.Se le conoce por sus obras "La misma nota, forever", "Las biuty queens" y por protagonizar el documental El viaje de Monalisa de la directoria chilena Nicole Costa. 

## Biografía
Nació y se crio en Llanquihue, en la Región de Los Lagos. Se considera una persona trans no binaria.
Estudió dos años de Derecho en la Universidad Católica de Valparaíso y luego se cambió a Artes Escénicas en la Universidad de Chile. En 1996 obtuvo una beca literaria para ir a estudiar a Nueva York. Tras esta experiencia decidió quedarse a vivir allá.
Ha publicado ensayos, novelas y ha escrito para revistas y obras de teatro. En 2014 publicó su primer libro llamado "La misma nota, forever", un libro de relatos que cuentan las vidas de travestis y transexuales en Manhattan. Ese mismo año, la directora chilena Nicole Costa empezó a filmar un documental sobre su vida llamado "El viaje de Monalisa" de Mimbre Producciones.  Esta cinta ha tenido diversos reconocimientos a nivel nacional e internacional, entre ellos, el premio a mejor documental de Zinegoak, el festival de cine y artes escénicas LGBTIQ+ de Bilbao.

## Obras
- La Misma Nota, Forever (2014)

- Las biuty queens (2016)